# Municipio de Pike (condado de Knox)
El municipio de Pike (en inglés: Pike Township) es un municipio ubicado en el condado de Knox en el estado estadounidense de Ohio. En el año 2010 tenía una población de 1532 habitantes y una densidad poblacional de 19,42 personas por km².

## Geografía
El municipio de Pike se encuentra ubicado en las coordenadas 40°29′58″N 82°24′36″O / 40.49944, -82.41000. Según la Oficina del Censo de los Estados Unidos, el municipio tiene una superficie total de 78.9 km², de la cual 78,68 km² corresponden a tierra firme y (0,29 %) 0,23 km² es agua.

## Demografía
Según el censo de 2010, había 1532 personas residiendo en el municipio de Pike. La densidad de población era de 19,42 hab./km². De los 1532 habitantes, el municipio de Pike estaba compuesto por el 98,5 % blancos, el 0,2 % eran afroamericanos, el 0,39 % eran amerindios, el 0,13 % eran asiáticos, el 0,39 % eran de otras razas y el 0,39 % eran de una mezcla de razas. Del total de la población el 0,65 % eran hispanos o latinos de cualquier raza.